# Сенатская площадь (Хельсинки)
Сенатская площадь (фин. Senaatintori, швед. Senatstorget) — площадь в центральной части города Хельсинки в районе Круунунхака, «визитная карточка» города.
Разбита в стиле позднего классицизма во времена Великого Княжества Финляндского. На ней в 1830—1852 годах архитектор Карл Людвиг Энгель воздвиг монументальный Николаевский собор. Перед собором находится памятник Александру II. Его установили в 1894 году в память о восстановлении императором Александром II финского парламентаризма и поддержку государственной автономии Финляндии. На южной стороне площади находится старейшее каменное здание в городе — Дом Седерхольма, а также Дом Бока.
В ноябре 2012 года в ходе археологических работ в районе площади были обнаружены около 260 человеческих захоронений, относящихся к XVII—XVIII векам, когда на этом месте находилась церковь святой Элеоноры.